# جائزة فانيفار بوش

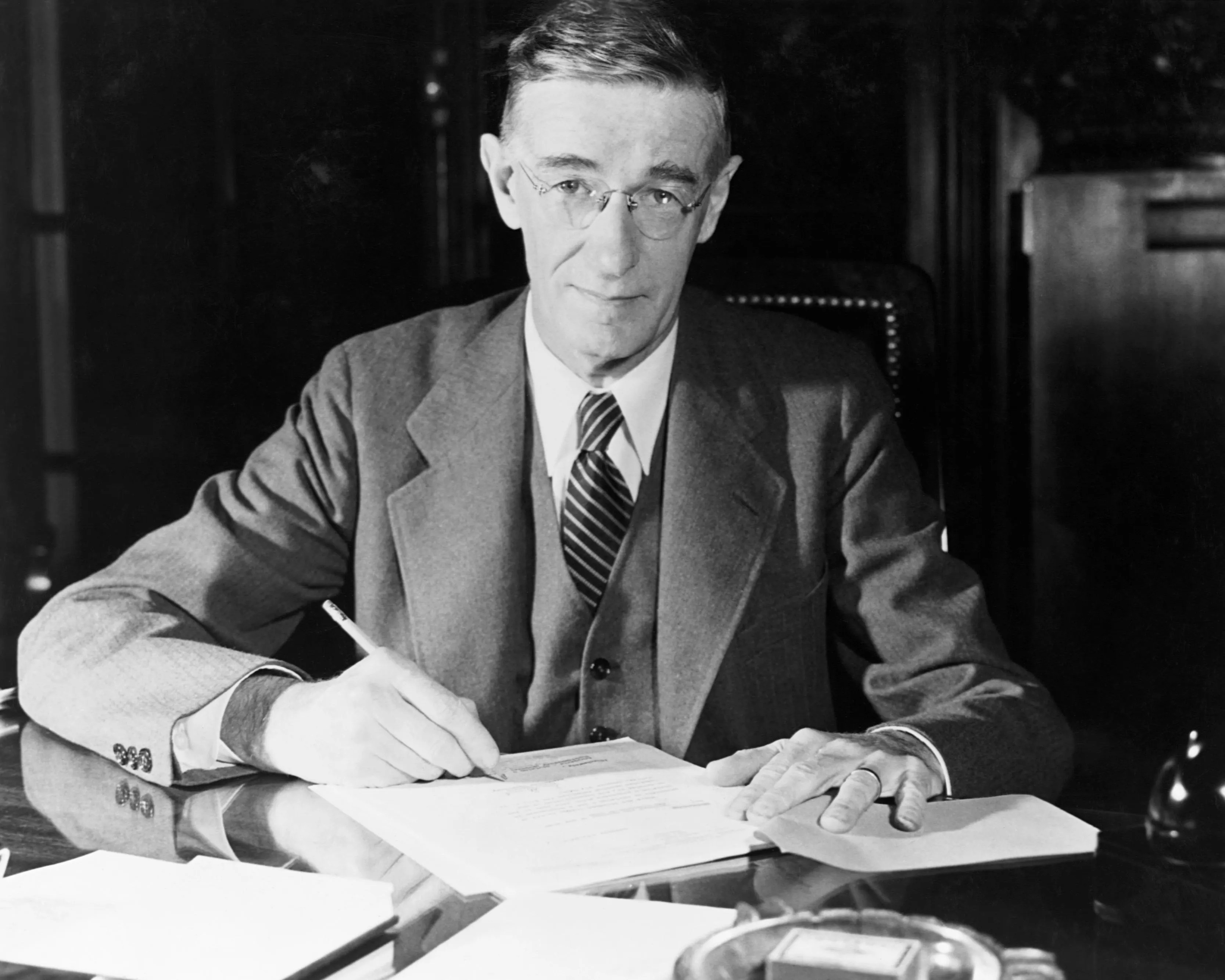
فانيفار بوش

أنشأ مؤسسة العلوم الوطنية جائزة فانيفار بوش في عام 1980 لتكريم مساهمات فانيفار بوش الفريدة في الخدمة العامة. تعترف الجائزة السنوية بالفرد الذي قام، من خلال أنشطة الخدمة العامة في العلوم والتكنولوجيا، بتقديم «مساهمة متميزة» في رفاهية البشرية والأمة. يتلقى الفائز بالجائزة ميدالية برونزية تخليدًا لذكرى الدكتور بوش.
كان فانيفار بوش (1890-1974) عالمًا بارزًا ومستشارًا لرؤساء الولايات المتحدة، وصاحب الفضل في تأسيس مؤسسة العلوم الوطنية. في عام 1945، بناءًا على طلب من الرئيس فرانكلين روزفلت، كتب بوش مقالاً مشهوراً بعنوان «العلم، الحدود اللانهائية» والذي أوصى فيه الكونغرس الأمريكي بإنشاء مؤسسة لتكون بمثابة نقطة اتصال الحكومة الفيدرالية بالولايات المتحدة لدعم وتشجيع البحث والتعليم في العلوم والتكنولوجيا، فضلًا عن تطوير سياسة علمية وطنية. تم التوقيع على التشريع الخاص بإنشاء مؤسسة العلوم الوطنية في 10 مايو 1950 من قِبَل الرئيس هاري ترومان.

## قائمة الفائزين
المصدر: National State Board
- 1980 – جيمس راكيلان الابن
- 1981 – وليام بيكر
- 1982 – لي دوبريدج
- 1983 – فريدريك سيتز
- 1984 – روجر ريفال
- 1985 – هانز بيته
- 1986 – أيزيدور إسحق رابي
- 1987 – دايفيد باكارد
- 1988 – غلين سيبورغ
- 1989 – لينوس باولنغ
- 1990 – لم تُمنح الجائزة
- 1991 – جيمس ألفرد فان ألن
- 1992 – جيرومي فيسنر
- 1993 – نورمان هاكرمان
- 1994 – فرانك بريس
- 1995 – نورمان رامسي
- 1996 – فيليب أبيلسون
- 1997 – جويفورد ستيفر
- 1998 – روبرت مايكل وايت
- 1999 – ماكسين سينجر
- 2000 – هربرت يورك ونورمان بورلاوج
- 2001 – هارولد فرموس ولويس برانسكومب
- 2002 – إريك بلوخ
- 2003 – ريتشارد أتكينسون
- 2004 – ماري جود
- 2005 – بوب جالفين
- 2006 – تشارلز تاونز وراج ريدي
- 2007 – شيرلي جاكسون
- 2008 – نورمان رالف أوغسطين
- 2009 – ميلدريد دريسلهوس
- 2010 – بروس ألبيرتس
- 2011 – تشارلز فست
- 2012 – ليون ليدرمان
- 2013 – فرانسيس نيل لين
- 2014 – ريتشارد تابيا
- 2015 – جايمس جونسون دودرستادت
- 2016 – روبرت بيرنيو
- 2017 – ريتا كالويل

## روابط خارجية
- Award Home Page